# Cilka Sadar
Cilka Sadar, slovenska deskarka na snegu, * 18. september 1991, Ljubljana.
Cilka Sadar je za Slovenijo nastopila na Zimskih olimpijskih igrah 2010 v Vancouvru, kjer je osvojila 17. mesto v snežnem kanalu.